# Volley Bergamo 2010-2011
Quello che segue è il resoconto della stagione 2010-2011 del Volley Bergamo.

## Stagione
L'obiettivo stagionale della squadra è la conquista dello scudetto dopo aver vinto la Champions League per due anni consecutivi (2008-2009 e 2009-2010). La squadra riparte dopo la fine del ciclo di Lorenzo Micelli (tre anni) con il nuovo allenatore Davide Mazzanti, già allenatore in seconda di Micelli due stagioni or sono.
La stagione inizia con Eleonora Lo Bianco bloccata da un tumore al seno: sarà Noemi Signorile a sostituirla fino al febbraio del 2011.

### Coppa del Mondo per club
Il primo obiettivo salta perdendo il mondiale per club.
Alla competizione di Doha, il Volley Bergamo accede in quanto campione d'Europa in carica. La squadra orobica accede alle semifinali vincendo il girone che la vedeva competere con la squadra del Kenia Prisons e le dominicane del Mirador.
Il cammino si interrompe il 20 dicembre contro l'Osasco Voleibol Clube che si impone per 3-0.

Nella finale per il terzo posto il Volley Bergamo vince sul Mirador per 3-1.

### Champions League
In Champions League le ragazze di Mazzanti non hanno miglior fortuna venendo eliminate nella fase a gironi: nel Pool B con Fenerbahçe, Dinamo Mosca e ŽOK Spalato giungono terze, conquistando solo due vittorie e sei punti, che permettono l'accesso alla Coppa CEV.

### Coppa CEV
In questa competizione, la squadra di Bergamo viene eliminata al Challenge Round, battuta per 15-13 al Golden set dalla Dinamo Krasnodar, dopo aver vinto per 3-0 l'andata al PalaNorda e perso il ritorno con il medesimo risultato.

### Coppa Italia
Nella 33ª edizione della Coppa Italia il Volley Bergamo raggiunge la Final Four eliminando ai quarti di finale l'Asystel Volley Novara perdendo per 3-1 la gara di andata e vincendo il ritorno per 3-0.
Nella Final Four organizzata a Catania, la squadra bergamasca supera la Robursport Volley Pesaro in semifinale, recuperando da 0-2 a 3-2.
In finale prevale però Villa Cortese che si impone per 3-1 (24-26, 25-21, 25-23, 25-20), in una riedizione della finale della precedente edizione.

### Campionato
Nella regular season della Serie A1 il Volley Bergamo conclude al secondo posto con 46 punti, con 15 vittorie e 7 sconfitte.
Ai quarti di finale dei Play-off supera Perugia in due gare (3-0 e 3-1); affronta dunque in semifinale l'Asystel Volley Novara che riesce a superare nella serie vincendo tre gare.
Accede dunque alla finale dove affronta Villa Cortese: la gara 5 della serie, disputata al Mediolanum Forum si conclude con la vittoria per il Volley Bergamo per 3-1 (19-25, 25-22, 26-24, 25-20) che conquista l'ottavo titolo della sua storia.
Da questa edizione la Lega Volley Femminile oltre allo scudetto assegna, alla squadra vincitrice, la possibilità di giocare per le stagioni successive su un taraflex rosa.

### Questione palazzetto
Nel finale di stagione si parla di un possibile trasferimento della squadra a Montichiari per la stagione seguente, in quanto il progetto per la realizzazione di un Parco dello Sport e quindi di un nuovo palazzetto a Bergamo sembra bloccarsi.
Tuttavia, in seguito all'impegno di un intervento dell'amministrazione comunale sulla struttura del PalaNorda, nell'agosto 2011 il presidente Luciano Bonetti annuncia che la squadra rimarrà a Bergamo.

### Sponsor
Al già consolidato sponsor principale della Foppa Pedretti si aggiunge l'azienda di produzione di acqua bergamasca Norda.

### Risultati
Nazionali
- Campionato italiano: Vince l'ottavo titolo della sua storia
- Coppa Italia: finalista

Internazionali
- Campionato mondiale per club: terzo posto.
- Champions League:  eliminata nella fase a gironi, accesso alla Coppa CEV.
- Coppa CEV: eliminata ai quarti di finale.

## Organigramma societario
Area direttiva
Presidente:  Luciano Bonetti
Vicepresidente:  Enrica Foppa Pedretti e  Natale Forlani
Direttore generale:  Giovanni Panzetti
Responsabile relazioni esterne:  Andrea Veneziani
Area tecnica
Allenatore:  Davide Mazzanti
Allenatore in seconda:  Giulio Bregoli
Assistente tecnico:  Stefano Lavarini
Preparatore atletico:  Danilo Bramard
Fisioterapista:  Giuseppe Ferrenti
Scoutman:  Gianni Bonacina
Operatore shiatsu:  Celeste Mora

## Rosa
| N° | Nome                 | Ruolo | Data di nascita  | Nazionalità sportiva |
| -- | -------------------- | ----- | ---------------- | -------------------- |
| 1  | Serena Ortolani      | S/O   | 7 gennaio 1987   | Italia               |
| 2  | Iuliana Nucu         | C     | 4 ottobre 1980   | Romania              |
| 3  | Noemi Signorile      | P     | 15 febbraio 1990 | Italia               |
| 5  | Caterina Fanzini     | S/O   | 12 agosto 1985   | Italia               |
| 6  | Sara Carrara         | L     | 1º dicembre 1992 | Italia               |
| 8  | Enrica Merlo         | L     | 22 dicembre 1988 | Italia               |
| 9  | Lucia Bosetti        | S     | 9 luglio 1989    | Italia               |
| 12 | Francesca Piccinini  | S     | 10 gennaio 1979  | Italia               |
| 13 | Valentina Arrighetti | C     | 26 gennaio 1985  | Italia               |
| 14 | Eleonora Lo Bianco   | P     | 22 dicembre 1979 | Italia               |
| 16 | Elica Vasileva       | S     | 13 maggio 1990   | Bulgaria             |
| 18 | Marina Zambelli      | C     | 1º gennaio 1990  | Italia               |

## Maglia
| Casa | Trasferta | Libero |

## Mercato
| Acquisti | Acquisti        | Acquisti      | Acquisti   |
| R.       | Nome            | da            | Modalità   |
| -------- | --------------- | ------------- | ---------- |
| S        | Elica Vasileva  | Sirio Perugia | definitivo |
| P        | Noemi Signorile | Verona        | definitivo |
| C        | Iuliana Nucu    | Sirio Perugia | definitivo |

| Cessioni | Cessioni           | Cessioni      | Cessioni             |
| R.       | Nome               | a             | Modalità             |
| -------- | ------------------ | ------------- | -------------------- |
| P        | Valentina Serena   | Busto Arsizio | termine del prestito |
| S        | Antonella Del Core | Eczacıbaşı    | definitivo           |
| C        | Christiane Fürst   | Fenerbahçe    | definitivo           |

In Champions League al gruppo si aggregano ragazze del settore giovanile quali:
- Gloria Baldi
- Andrea Celeste Sangalli
- Angela Gabbiadini
- Sara Alberti

## Risultati

### Serie A1

#### Girone di andata
| 1ª giornata - 28 novembre 2010 Zoppas Arena, Conegliano     | Spes Conegliano     | 3 - 2 | Bergamo          | 25-19, 20-25, 25-23, 23-25, 15-12 |
| 2ª giornata - 5 dicembre 2010 PalaNorda, Bergamo            | Bergamo             | 0 - 3 | Universal Modena | 16-25, 18-25, 21-25               |
| 3ª giornata - 11 dicembre 2010 PalaCampanara, Pesaro        | Robursport Pesaro   | 2 - 3 | Bergamo          | 25-21, 22-25, 25-22, 14-25, 12-15 |
| 4ª giornata - 29 dicembre 2010 PalaNorda, Bergamo           | Bergamo             | 3 - 0 | River            | 25-14, 25-23, 25-20               |
| 5ª giornata - 26 dicembre 2010 PalaRavizza, Pavia           | Villanterio         | 1 - 3 | Bergamo          | 19-25, 25-21, 15-25, 20-25        |
| 6ª giornata - 9 gennaio 2011 PalaEvangelisti, Perugia       | Sirio Perugia       | 2 - 3 | Bergamo          | 15-25, 25-19, 16-25, 25-16, 11-15 |
| 7ª giornata - 16 gennaio 2011 PalaNorda, Bergamo            | Bergamo             | 3 - 0 | Villa Cortese    | 25-18, 26-24, 25-23               |
| 8ª giornata - 23 gennaio 2011 PalaGrotte, Castellana Grotte | Castellana Grotte   | 3 - 2 | Bergamo          | 23-25, 25-21, 25-19, 28-30, 21-19 |
| 9ª giornata - 30 gennaio 2011 PalaNorda, Bergamo            | Bergamo             | 3 - 0 | Asystel          | 25-23, 25-21, 25-17               |
| 10ª giornata - 6 febbraio 2011 PalaMondolce, Urbino         | Robur Tiboni Urbino | 3 - 1 | Bergamo          | 25-19, 25-21, 22-25, 25-22        |
| 11ª giornata - 13 febbraio 2011 PalaYamamay, Busto Arsizio  | Busto Arsizio       | 0 - 3 | Bergamo          | 25-27, 26-28, 23-25               |

#### Girone di ritorno
| 12ª giornata - 19 febbraio 2011 PalaNorda, Bergamo    | Bergamo          | 3 - 1 | Spes Conegliano     | 25-21, 25-14, 22-25, 25-18        |
| 13ª giornata - 27 febbraio 2011 PalaPanini, Modena    | Universal Modena | 0 - 3 | Bergamo             | 17-25, 21-25, 30-32               |
| 14ª giornata - 6 marzo 2011 PalaNorda, Bergamo        | Bergamo          | 3 - 1 | Robursport Pesaro   | 25-21, 19-25, 25-17, 25-17        |
| 15ª giornata - 12 marzo 2011 PalaFranzanti, Piacenza  | River            | 1 - 3 | Bergamo             | 19-25, 20-25, 25-21, 22-25        |
| 16ª giornata - 20 marzo 2011 PalaNorda, Bergamo       | Bergamo          | 3 - 1 | Villanterio         | 25-16, 23-25, 25-16, 25-19        |
| 17ª giornata - 26 marzo 2011 PalaNorda, Bergamo       | Bergamo          | 3 - 1 | Sirio Perugia       | 20-25, 25-22, 25-14, 25-18        |
| 18ª giornata - 2 aprile 2011 PalaBorsani, Castellanza | Villa Cortese    | 3 - 2 | Bergamo             | 25-18, 25-20, 23-25, 21-25, 15-11 |
| 19ª giornata - 10 aprile 2011 PalaNorda, Bergamo      | Bergamo          | 3 - 1 | Castellana Grotte   | 25-15, 23-25, 25-14, 25-20        |
| 20ª giornata - 23 aprile 2011 Sporting Palace, Novara | Asystel          | 1 - 3 | Bergamo             | 21-25, 11-25, 25-19, 19-25        |
| 21ª giornata - 27 aprile 2011 PalaNorda, Bergamo      | Bergamo          | 1 - 3 | Robur Tiboni Urbino | 25-16, 18-25, 21-25, 19-25        |
| 22ª giornata - 30 aprile 2011 PalaNorda, Bergamo      | Bergamo          | 0 - 3 | Busto Arsizio       | 17-25, 21-25, 23-25               |

#### Play-off scudetto
| Quarti di finale (gara 1) - 10 maggio 2011 PalaNorda, Bergamo       | Bergamo       | 3 - 0 | Sirio Perugia | 25-9, 27-25, 27-25                |
| Quarti di finale (gara 2) - 12 maggio 2011 PalaEvangelisti, Perugia | Sirio Perugia | 1 - 3 | Bergamo       | 19-25, 16-25, 25-22, 24-26        |
| Semifinali (gara 1) - 18 maggio 2011 PalaNorda, Bergamo             | Bergamo       | 3 - 0 | Asystel       | 25-22, 25-18, 25-21               |
| Semifinali (gara 2) - 20 maggio 2011 PalaNorda, Bergamo             | Bergamo       | 3 - 0 | Asystel       | 25-17, 29-27, 25-12               |
| Semifinali (gara 3) - 22 maggio 2011 Sporting Palace, Novara        | Asystel       | 3 - 1 | Bergamo       | 25-23, 16-25, 25-19, 25-22        |
| Semifinali (gara 4) - 24 maggio 2011 Sporting Palace, Novara        | Asystel       | 0 - 3 | Bergamo       | 20-25, 25-27, 20-25               |
| Finali (gara 1) - 29 maggio 2011 Mediolanum Forum, Assago           | Villa Cortese | 1 - 3 | Bergamo       | 20-25, 21-25, 25-18, 17-25        |
| Finali (gara 2) - 31 maggio 2011 Mediolanum Forum, Assago           | Villa Cortese | 3 - 2 | Bergamo       | 24-26, 25-27, 25-20, 25-17, 15-13 |
| Finali (gara 3) - 2 giugno 2011 PalaNorda, Bergamo                  | Bergamo       | 3 - 0 | Villa Cortese | 25-21, 25-20, 32-30               |
| Finali (gara 4) - 4 giugno 2011 PalaNorda, Bergamo                  | Bergamo       | 0 - 3 | Villa Cortese | 18-25, 18-25, 26-28               |
| Finali (gara 5) - 6 giugno 2011 Mediolanum Forum, Assago            | Villa Cortese | 1 - 3 | Bergamo       | 25-19, 22-25, 24-26, 20-25        |

### Coppa Italia

#### Round Robin League - Torneo Penisola del Sinis
| Semifinale - 12 novembre 2011 Palazzetto dello Sport, Cabras | Bergamo | 3 - 0 | Busto Arsizio   | 25-22, 25-18, 29-27 |
| Finale - 14 novembre 2011 Palazzetto dello Sport, Cabras     | Bergamo | 0 - 3 | Spes Conegliano | 20-25, 20-25, 26-28 |

#### Fase a eliminazione diretta
| Quarti di finale (andata) - 9 marzo 2011 Sporting Palace, Novara | Asystel           | 3 - 1 | Bergamo       | 25-17, 16-25, 25-20, 25-23        |
| Quarti di finale (ritorno) - 23 marzo 2011 PalaNorda, Bergamo    | Bergamo           | 3 - 0 | Asystel       | 25-18, 25-23, 25-16               |
| Semifinale - 16 aprile 2011 PalaCatania, Catania                 | Robursport Pesaro | 2 - 3 | Bergamo       | 35-33, 25-22, 22-25, 23-25, 16-18 |
| Finale - 17 aprile 2011 PalaCatania, Catania                     | Bergamo           | 1 - 3 | Villa Cortese | 26-24, 21-25, 23-25, 20-25        |

### Champions League

#### Fase a gironi
| 1ª giornata - 25 novembre 2010 Burhan Felek Spor Salonu, Istanbul | Fenerbahçe   | 3 - 0 | Bergamo      | 26-24, 25-23, 25-18        |
| 2ª giornata - 2 dicembre 2010 PalaNorda, Bergamo                  | Bergamo      | 1 - 3 | Dinamo Mosca | 17-25, 28-26, 17-25, 22-25 |
| 3ª giornata - 7 dicembre 2010 Spaladium Arena, Spalato            | Split        | 1 - 3 | Bergamo      | 26-24, 18-25, 11-25, 21-25 |
| 4ª giornata - 13 dicembre 2010 PalaNorda, Bergamo                 | Bergamo      | 3 - 0 | Split        | 25-14, 25-18, 25-13        |
| 5ª giornata - 6 gennaio 2011 USZ Družba, Mosca                    | Dinamo Mosca | 3 - 0 | Bergamo      | 25-22, 25-18, 25-16        |
| 6ª giornata - 11 gennaio 2011 PalaNorda, Bergamo                  | Bergamo      | 0 - 3 | Fenerbahçe   | 13-25, 23-25, 19-25        |

### Coppa CEV

#### Fase a eliminazione diretta
| Challenge Round (andata) - 23 febbraio 2011 PalaNorda, Bergamo          | Bergamo          | 3 - 0 | Dinamo Krasnodar | 25-23, 25-19, 25-21                   |
| Challenge Round (ritorno) - 3 marzo 2011 Dvorec sporta Olimp, Krasnodar | Dinamo Krasnodar | 3 - 0 | Bergamo          | 26-24, 31-29, 25-18 Golden set: 15-13 |

### Coppa del Mondo per club

#### Fase a gironi
| 1ª giornata - 16 dicembre 2010 Al-Gharafa Indoor Hall, Doha | Bergamo | 3 - 0 | Mirador       | 27-25, 25-12, 25-22 |
| 2ª giornata - 17 dicembre 2010 Al-Gharafa Indoor Hall, Doha | Bergamo | 3 - 0 | Kenya Prisons | 25-15, 25-13, 25-16 |

#### Fase a eliminazione diretta
| Semifinale - 20 dicembre 2010 Al-Gharafa Indoor Hall, Doha      | Bergamo | 0 - 3 | Osasco  | 22-25, 20-25, 21-25      |
| Finale 3º posto - 21 dicembre 2010 Al-Gharafa Indoor Hall, Doha | Mirador | 1 - 3 | Bergamo | 8-25, 25-23, 8-25, 15-25 |